# Fonction propre
Pour les notions de fonction propre en analyse convexe et en topologie, voir respectivement Fonction propre (analyse convexe) et Application propre

## En mathématiques

### Théorie spectrale
En théorie spectrale, une fonction propre f d'un opérateur linéaire {\displaystyle {\mathcal {A}}} sur un espace fonctionnel est un vecteur propre de l'opérateur linéaire. En d’autres termes, une fonction propre d'un opérateur linéaire, {\displaystyle {\mathcal {A}}}, défini sur un certain espace de fonction, est toute fonction f non identiquement nulle sur cet espace qui, lorsqu’elle se voit appliquer cet opérateur en ressort exactement pareille à elle-même, à un facteur d'échelle multiplicatif près. Cette fonction satisfait donc :
{\displaystyle {\mathcal {A}}f=\lambda f}
pour un scalaire λ, la valeur propre associée à f. L'existence de vecteurs propres est typiquement de grand secours pour analyser {\displaystyle {\mathcal {A}}}.
Par exemple, pour tout réel {\displaystyle \ \alpha }, {\displaystyle f_{\alpha }:\mathbb {R} \to \mathbb {R} ,\,x\mapsto e^{\alpha x}} est une fonction propre pour l'opérateur différentiel
{\displaystyle {\mathcal {A}}={\frac {\mathrm {d} ^{2}}{\mathrm {d} x^{2}}}-{\frac {\mathrm {d} }{\mathrm {d} x}},}
avec comme valeur propre correspondante {\displaystyle \ \lambda =\alpha ^{2}-\alpha }.

### Topologie
En topologie, une fonction propre est une fonction par laquelle l'image réciproque d'un ensemble compact est compacte (voir Application propre).

## En mécanique quantique
En mécanique quantique les fonctions propres jouent un rôle important. En effet, l'équation de Schrödinger
{\displaystyle i\hbar {\frac {\partial }{\partial t}}\psi ={\mathcal {H}}\psi }
a des solutions de la forme
{\displaystyle \psi \left(t\right)=\sum _{k}e^{-iE_{k}t/\hbar }\phi _{k},}
où les {\displaystyle \ \phi _{k}} sont des fonctions propres de l'opérateur {\displaystyle {\mathcal {H}}} avec les valeurs propres {\displaystyle \ E_{k}}. À cause de la nature de l'opérateur hamiltonien {\displaystyle {\mathcal {H}}}, ces fonctions propres sont orthogonales. Cela n'est pas nécessairement le cas pour les fonctions propres d'autres opérateurs (comme l'exemple {\displaystyle {\mathcal {A}}} mentionné ci-dessus).